# نهر دراغونيا

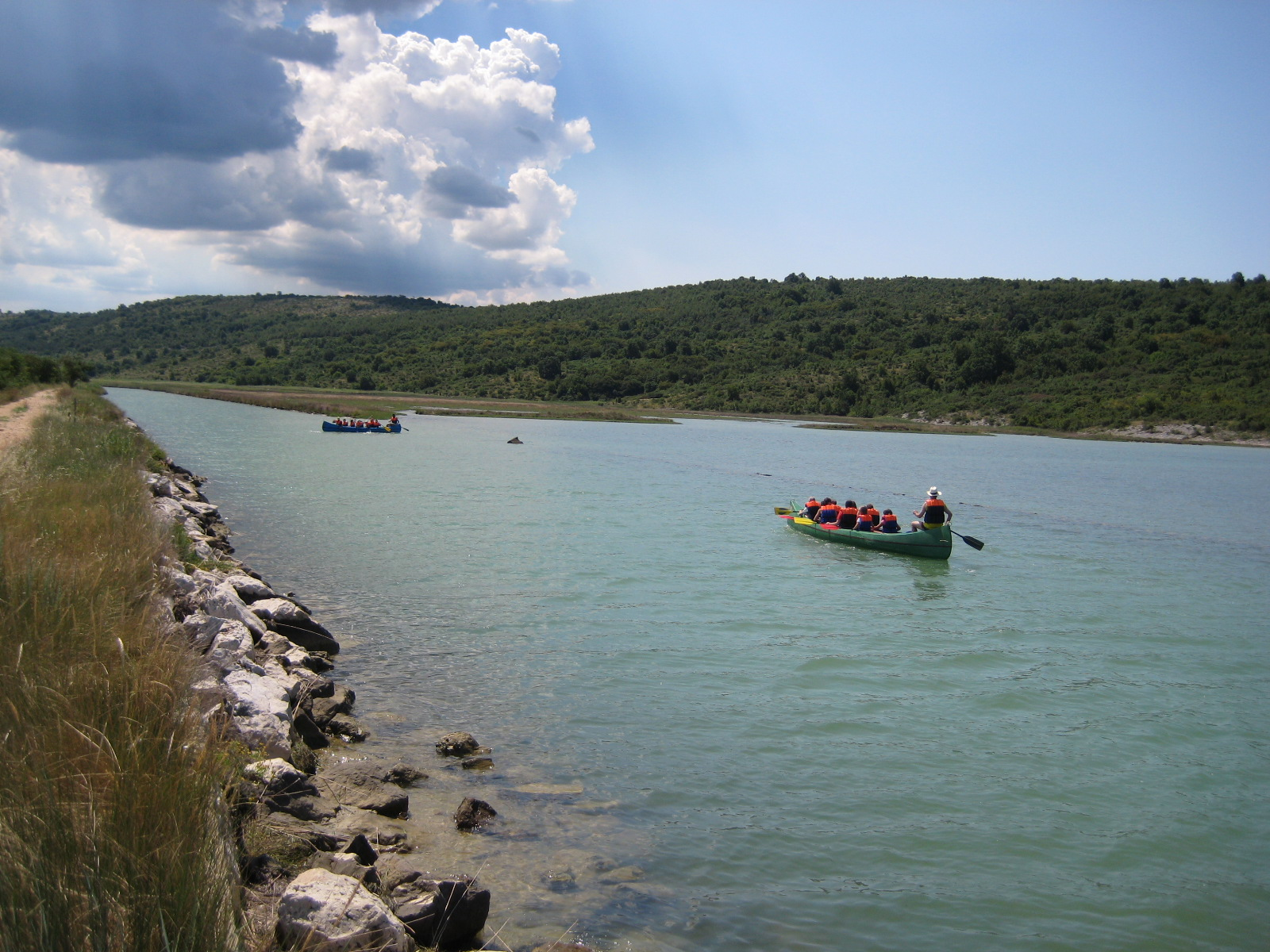
منطقة التقاء نهر دراغونيا بالبحر الأدرياتيكي عند خليج بيران

نهر دراغونيا (بالكرواتية: Dragonja، وبالإيطالية: Dragogna) هو نهر يبلغ طوله حوالي 30 كيلومترًا (أي ما يعادل نحو 19 ميلًا) في الجزء الجنوبي الشرقي من شبه جزيرة إستريا، وهو نهر شحيح الماء، كثير التعرجات، ذو حوض كثير التشعب، يعتمد على مياه الأمطار، وكثيرًا ما يجف في الصيف. تتنوع فيه البيئة النباتية والحيوانية. وهناك نزاع حدودي عليه بين كرواتيا وسلوفينيا، اللتين يعد الجزء الأسفل من النهر هو الحد الفاصل بينهما بحكم الأمر الواقع.